# Rusinowo (przystanek kolejowy)
Rusinowo – nieistniejący przystanek osobowy w Rusinowie w Polsce, w województwie zachodniopomorskim, w powiecie wałeckim, w gminie Wałcz.